# Henry Philip Hope
Henry Philip Hope (Amsterdam, 8 giugno 1774 – Kent, 5 dicembre 1839) fu un collezionista di origine olandese con base a Londra. Era uno degli eredi della banca Hope & Co. senza essere stato lui stesso un banchiere, ma piuttosto un famoso collezionista d'arte e di gemme più particolarmente preziose. Fece parte della società dei Dilettanti.

## Origini
Era figlio di Jan Hope e Philippina Barbara van der Hoeven. Era il fratello più giovane di Thomas Hope e Adrian Elias Hope.

## Collezionista
Era un grande collezionista di gemme, tra cui il diamante Hope (un diamante blu di 45,52 carati (9,104 g)) e una grande perla di 1.800 grani (o 90 g) che portano ancora il nome di Hope. Il catalogo della sua collezione venne pubblicato da Bram Hertz poco dopo la sua morte.
Le modalità di acquisizione del diamante blu rimangono incerte. Gli archivi trovati al Museo Nazionale di Storia Naturale non lasciano spazio alla certezza. È possibile che Henry Philip Hope abbia acquisito il diamante blu francese dopo la sua fuga nel 1792. I documenti rivelano che Henry Philip Hope acquistò anche uno zaffiro da 137 carati che in precedenza era appartenuto alla famiglia Ruspoli di Roma, che fu confuso fino al 2013 con il Grand Saphir di Luigi XIV. Il Grand Saphir aveva un peso comparabile, ma ha sfaccettature diverse (romboide al posto del cuscino).

## Eredità

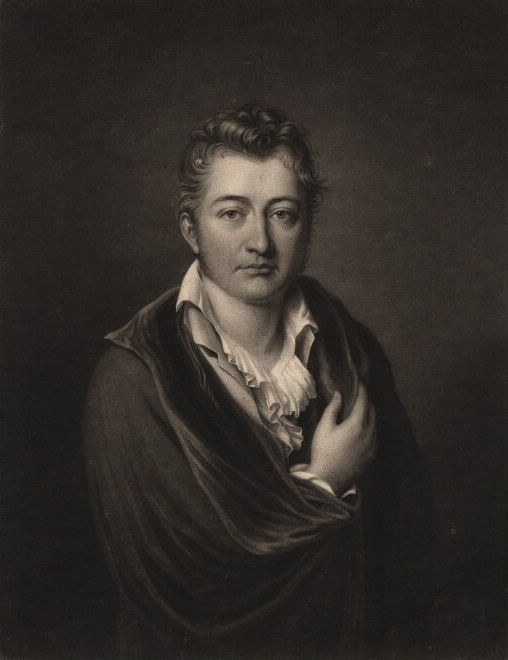
Henry Philip Hope.

Quando suo fratello, Adrian Elias Hope, morì nel 1834 senza moglie e senza figli, ereditò 500.000 sterline (nel 2020 equivalente a 48.410.400 sterline).
Nel suo libro sulle pietre preziose, il mineralogista francese René Just Haüy cita Henry Philip Hope come uno dei più illustri mecenati delle arti del suo tempo. Quando morì nel 1839, la sua collezione fu considerata «[...] una delle più perfette collezioni di diamanti e pietre preziose che forse sia mai stata posseduta da un privato [...]».